# Konkurrensverket
L’Autorité de la concurrence suédoise (en suédois : Konkurrensverket) est  l'autorité indépendante de concurrence suédoise, siégeant à Stockholm. Elle a été fondée en 1992.

## Directeurs généraux
- Jörgen Holgersson (sv) (1992–1999)
- Ann-Christin Nykvist (sv) (1999–2002)
- Jan-Erik Ljusberg (par intérim) 2002
- Claes Norgren (sv) (2003–2008)
- Jan-Erik Ljusberg (par intérim) 2008–2009
- Dan Sjöblom (sv) 2009–en cours